# Christian Stummeyer

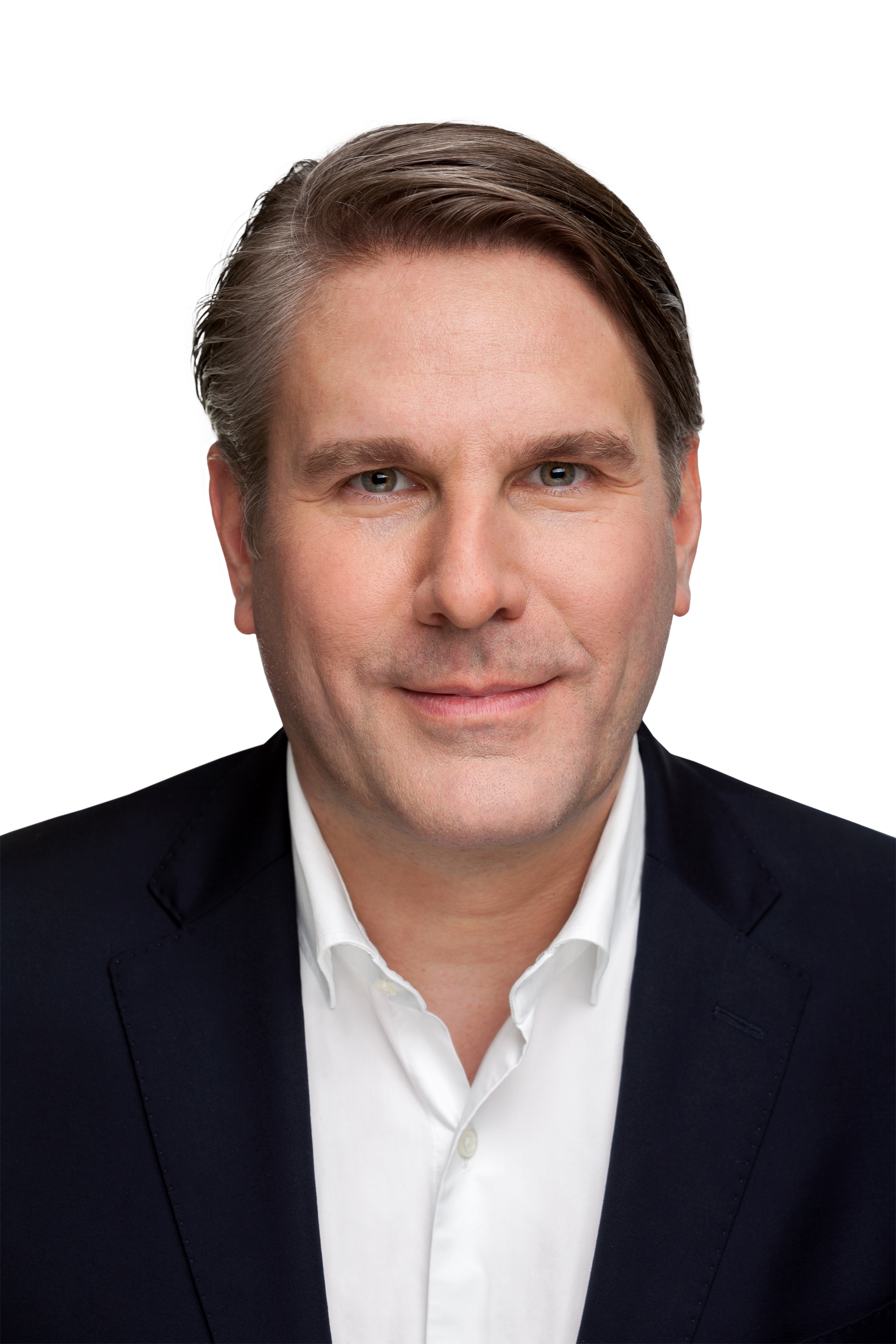
Christian Stummeyer, 2017

Christian Stummeyer (* 1972 in Hannover) ist ein deutscher Wirtschaftswissenschaftler und Hochschullehrer. Er ist seit dem Wintersemester 2016/17 Professor für Wirtschaftsinformatik und Digital Commerce an der Technischen Hochschule Ingolstadt.

## Leben
Nach dem Studium der Betriebswirtschaft 1991 bis 1996 an der Georg-August-Universität Göttingen promovierte Stummeyer im Jahr 2000 am dortigen Institut für Wirtschaftsinformatik bei Jörg Biethahn. In den Jahren 2000 bis 2005 war er für die US-amerikanische Strategieberatung Boston Consulting Group in Düsseldorf tätig und wechselte 2005 nach München in den internationalen Führungskreis der Siemens AG. Im Jahr 2009 wurde er Mit-Gründer eines E-Commerce-Unternehmens für Möbel und Wohnaccessoires in München, das er bis 2013 als Geschäftsführender Gesellschafter leitete und dessen Beirat er seit 2014 angehört. Vor seiner Berufung an die Technische Hochschule Ingolstadt verantwortete er als Geschäftsführer das Management-Beratungsgeschäft einer großen deutschen Digitalagentur. Im Jahr 2023 wurde ihm der Titel „Certified Speaking Professional“ (CSP) durch die National Speakers Association (NSA) verliehen, eine international und weltweit anerkannte Qualitätsauszeichnung für professionelle Vortragsredner.

## Schwerpunkte
Stummeyer forscht zu den Themenfeldern digitale Geschäftsmodelle, E-Commerce, Cross-Channel-Strategien und Künstliche Intelligenz. Er ist Mitglied im Münchner Kreis sowie der Fokusgruppe Digital Commerce im Bundesverband Digitale Wirtschaft (BVDW) und engagiert sich als Business Angel in Unternehmen mit digitalen Geschäftsmodellen. Zudem ist er als Mentor bei der Henkel AG & Co. KGaG sowie bei MediaMarktSaturn aktiv und begleitet die beiden Konzerne bei der Entwicklung neuer Geschäftsmodelle.
Im Dezember 2018 war Stummeyer als Gastprofessor an der School of Economics and Commerce der South China University of Technology in Guangzhou, China, und hielt dort Vorlesungen zum Thema „E-Commerce from a European Perspective“.
Als wissenschaftlicher Leiter von AININ („Artificial Intelligence Network Ingolstadt“), dem bayerischen Forschungszentrum für Künstliche Intelligenz in Ingolstadt, erforscht er zukunftsweisende Ansätze, um Künstliche Intelligenz und Maschinelles Lernen in Unternehmen strategisch zu nutzen.

## Ausgewählte Veröffentlichungen
- Amazons Masterplan. In: C. Stummeyer, B. Köber (Hrsg.): Amazon für Entscheider – Strategieentwicklung, Implementierung und Fallstudien für Hersteller und Händler. Wiesbaden 2020, S. 3–31.
- Ökonomische Analyse des Amazon Marketplace-Geschäfts. In: C. Stummeyer, B. Köber (Hrsg.): Amazon für Entscheider – Strategieentwicklung, Implementierung und Fallstudien für Hersteller und Händler. Wiesbaden 2020, S. 51–62.
- mit B. Köber (Hrsg.): Amazon für Entscheider – Strategieentwicklung, Implementierung und Fallstudien für Hersteller und Händler. Wiesbaden 2020.
- Ausgewählte Aspekte bei der Gestaltung von Digital Services. In: L. Fend, J. Hofmann (Hrsg.): Digitalisierung in Industrie-, Handels- und Dienstleistungsunternehmen – Konzepte, Lösungen, Beispiele. 2. Auflage. Wiesbaden 2020, S. 63–75.
- Digitalisierung im Möbelhandel. In: L. Fend, J. Hofmann (Hrsg.): Digitalisierung in Industrie-, Handels- und Dienstleistungsunternehmen – Konzepte, Lösungen, Beispiele. 2. Auflage. Wiesbaden 2020, S. 305–320.
- mit M. Bader: The Role of Innovation and IP in AI-Based Business Models. In: R. Baierl, J. Behrens, A. Brem (Hrsg.): Digital Entrepreneurship – Interfaces Between Digital Technologies and Entrepreneurships. Cham, Schweiz 2019, S. 23–56.
- Das Internet als ein Vertriebskanal im Rahmen einer Multikanal-Strategie. In: R. Gabriel, U. Hoppe (Hrsg.): Electronic Business – Theoretische Aspekte und Anwendungen in der betrieblichen Praxis. Heidelberg 2002, S. 147–162.
- mit J. Biethahn: Views of software development with special consideration of ERP and SAP. In: N. Callaos (Hrsg.): Proceedings of the 4th World Multiconference on Systemics, Cybernetics and Informatics SCI 2000. Orlando, Florida 2000.
- Integration von Simulationsmethoden und hochintegrierter betriebswirtschaftlicher PPS-Standardsoftware im Rahmen eines ganzheitlichen Entwicklungsansatzes. Göttingen 2000.